# 全長寺 (埼玉県杉戸町)
全長寺（ぜんちょうじ）は、埼玉県北葛飾郡杉戸町にある曹洞宗の寺院。

## 歴史
創建年代は不明である。ただ開基の一色直春は幸手城の城主一色直朝の弟で、兄の直朝の意を受けて当寺を創建していることから戦国時代後期に創建されたものと推測される。境内の墓地には、歴代住職とともに直春の墓もある。
また、当寺の附近には一色家の家臣の末裔が住んでおり、中には先祖の肖像画や系図も持っている家もある。

## 交通アクセス
- 和戸駅より徒歩22分。